# Grabówka (Wodzisław)
Pour les articles homonymes, voir Grabówka.
Grabówka est une localité polonaise de la gmina de Lubomia, située dans le powiat de Wodzisław en voïvodie de Silésie.